# Таурин из Эврё
Таурин (лат. Taurinus; убит ок. 210 или 410) — епископ Эврё. Святой Католической церкви, память 11 августа.
Святой Таурин, по преданию, был первым епископом Эврё. Он принёс в эти края христианство и принял мученическую кончину.

## Житие
Согласно житию IX века, составленному монахом по имени Деодат (Deodatus), св. ангел возвестил Евстихии (Eustycia, Eusticie), матери святого о великом предназначении её сына. Его крестным отцом считается св. Климент I, папа Римский, поручивший его св. Дионисию Ареопагиту, который, в свою очередь, считается непосредственным учеником апостола Павла. Такое предание, вообще говоря, противоречит иным представлениям о епископском служении св. Таурина, которое относят на IV—V века.
С именем Таурина связывают ряд чудес. Считается, что он воскресил девицу по имени Евфразия (Euphrasia), скончавшуюся в огне. После этого воскресения на ней не осталось следов огня. По этому чуду 120 человек обратились ко Господу. Предание также сообщает об изгнании святым демона, жившего в статуе почитавшейся богиней Дианы. Св. Таурин преобразовал языческое капище в храм, посвящённый Божией Матери. Два жреца, Камбиз (Cambise) и Зара (Zara), пытались воспрепятствовать тому, чтобы св. Таурин вошёл в капище. Но крестным знамением они были лишены подвижности. Тогда они попросили обратить их ко Христу. Св. Таурин также вернул к жизни Марина (Marinus), сына местного префекта, упавшего в яму и скончавшегося от удара. Краткой молитвой св. Таурин вернул жизнь молодому человеку. Тотчас Марин и его ближние, а с ними ещё 1200 человек приняли святое Крещение.
После кончины св. Таурина его дело было продолжено Максимом, направленным в Эврё папой Римским Дамасием I.

## Почитание
Монастырь, посвящённый св. Таурину, был воздвигнут прибл. в VI веке. Он был восстановлен в X веке попечением Ричарда I Нормандского. Частицы мощей св. Таурина были перенесены в разные места. В 892 году епископ Себар перенёс часть мощей в Лезу, Пюи-де-Дом. Часть из этих мощей впоследствии была перенесена в монастырь Клюни. Оставшуюся часть перенесли в 
Гиньи, Юра, где их наличие подтверждалось вплоть до XII века. Другая часть мощей пребывала в храме Пэзи прежде чем её перенесли в 1024 в Шартрский собор.
В 1035 г. монастырь св. Таурина попал под управление монастыря Фекан, который также объявил о наличии у него мощей св. Таурина. В 1247 г., Жислеберт из Сен-Мартана (Gislebert de Saint-Martin), игумен монастыря св. Таурина, воздвиг реликварий, дабы упокоить там мощи святого.